# Nolan Smith
Nolan Derek Smith  (Louisville,Kentucky, Estados Unidos da América 25 de julho de 1988) é um ex-basquetebolista profissional norte-americano e atual auxiliar técnico do  Duke Blue Devils.

## Estatísticas NBA

### Temporada regular
| Ano     | Equipe   | PJ | PT | MPP  | %TC  | %3P  | %TL  | RPP | APP | ROB | TPP | PPP |
| ------- | -------- | -- | -- | ---- | ---- | ---- | ---- | --- | --- | --- | --- | --- |
| 2011-12 | Portland | 44 | 4  | 12.3 | .372 | .289 | .714 | 1.3 | 1.4 | .4  | .1  | 3.8 |
| 2012-13 | Portland | 40 | 0  | 7.2  | .368 | .214 | .714 | .7  | .9  | .2  | .0  | 2.8 |
| Total   |          | 84 | 4  | 9.9  | .371 | .260 | .714 | 1.0 | 1.2 | .3  | .0  | 3.3 |